# カボ・デルガード州での暴動
カボ・デルガード州での暴動（カボ・デルガードしゅうでのぼうどう）とは、東アフリカ地域でのイスラム主義者の反乱と、モザンビークのカボ・デルガード州で現在進行中の紛争である。主にこの地域でイスラム国家を樹立しようとしている過激派イスラム主義者とジハード主義者とモザンビークの治安部隊との間での戦闘がある。 民間人は、イスラム過激派によるテロ攻撃の主な標的となっている。 主な反乱派閥は、国際的なつながりが希薄な先住民の過激派であるアンサル・アル・スンナである。 2018年半ばから、ISILは、モザンビーク北部でも活動を開始したと言われ 、2019年6月にモザンビークの治安部隊に対する最初の攻撃を主張した。
アンサー・アル・スンナ(英語:Supporters of the tradition) は、2003年から2007年にかけて米軍と戦ったイラクのスンニ派反乱グループの名前に似ている。地元ではアル・シャバブとして知られているが、有名なソマリアのアル・シャバブとは関係がない。 ただしどちらもISILへの忠誠を誓ってる。 一部の過激派はモザンビークの公用語であるポルトガル語を話すが、たいていは現地語のキムワネ語と、アフリカ五大湖地域の北部で話されている共通語であるスワヒリ語を話す。報告によると、メンバーのほとんどはモシンボア・ダ・プライア、パルマ、マコミア地区出身のモザンビーク人だが、タンザニアとソマリア出身のメンバーも含まれている。 

## 暴動の背景
アンサー・アル・スンナは、アール・スンナ・ワ・ジャモ(英語:Adepts of the prophetic tradition) としても知られ、当初は 2015 年頃に最初に出現したカボ・デルガド州北部におけるイスラム教の宗教運動であった。 2012年に殺害された急進的なケニアの聖職者アバウド・ロゴの信奉者によって結成された。その後、一部のメンバーはモザンビークに移動せずに、タンザニアのキビティに定住した。 
アンサー・アル・スンナは、モザンビークのイスラム教は腐敗しており、もはやムハンマドの教えに従っていないと主張している。そのため、メンバーたちは武器を持ってモスクに侵入し、自分たちの急進的な信念に従うよう他の人々を脅した。 この活動はまた、反キリスト教、反アニミズム、反ヨーロッパであり、人々が世俗的で反イスラム的であると見なす病院や学校に通うことを妨げようとしてきた。 この活動は地元住民の多くをアフル・スンナ・ワ・ジャモに改宗させる代わりに疎外されたため、活動メンバーは独立し、独自の礼拝所を形成した。時間が経つにつれて、アンサー・アル・スンナはますます暴力的になった（アンサー・アル・スンナ過激派）。過激派はモザンビークでシャリア法の施行を要求しまたモザンビーク政府を認めず、マコミア地区、モシンボア・ダ・プライア地区、およびモンテプエス地区に秘密のキャンプを形成した。そこでは過激派が、解雇されて政府に恨みを抱いていた元警察官や元辺境警備員によって訓練を受けた。過激派は東アフリカの他のイスラム過激派と接触し、ソマリア、タンザニア、ケニアからトレーナーを雇った。 過激派の一部は、他の過激派グループから直接訓練を受けるために海外に出向くこともあった。 
2018 年8月までに、モザンビーク警察はカボ・デルガドの過激派のリーダーとして6人の男性を特定した。過激派は、麻薬密売、密輸、および象牙取引を通じて資金を調達している。 
宗教は紛争で基本的な役割を果たしているが、分析家は、暴動の最も重要な要因は、モザンビークで広まっている社会的、経済的、政治的問題であると考えている。特に若者の失業は、地元住民がイスラム反乱軍に加わる主な原因と考えられている。経済的な不平等の拡大により、多くの若者が急進的な運動に惹きつけられやすくなった。  過激派は、イスラム教の形態が既存の腐敗した「エリート主義のルール」に対する「解毒剤」として機能すると主張している。ほとんどの反政府勢力は、カボ・デルガド州の出身であるムワニ族とマクワ族に属している。これらに属する民間人は、武装勢力に同情を表明している。一般に、州にはインフラがなく、州の代表者が少ないため、暴動の広がりが緩和されている。 

## 事件の時系列

### 2017年
- 10月5日、夜明け前にモシンボア・ダ・プライアの町の3つの警察署が襲撃される。30人の武装メンバーが率いており、2人の警察官と1人の指導者を含む17人が死亡した。犯人のうち14人が逮捕された。このモシンボア・ダ・プライアの占拠の間、武装メンバーは銃器と弾薬を盗み、州の医療と教育を拒否し、税金の支払いを拒否すると住民に告げた。このグループは主にソマリアの南部地域に位置し活動しているアルカーイダ関連のイスラム過激派グループであるアル・シャバーブと提携していると言われている。 [12]
- 10月10日、警察は10月5日の攻撃に関係した52人の容疑者を拘留した。 [13]
- 10月21日、モシンボア・ダ・プライアから約30km離れた漁村のマルクで、グループと政府軍との間で夜明け前の小競り合いが発生した。その結果、多くの人々が村から逃げ出した。[14]
- 10月22日、米国に本社を置く炭化水素探査会社であるアナダルコ石油の施設の南約16kmのコロンベ村付近でさらなる小競り合いが発生した。  [14]
- 10月27日、モザンビーク警察は、10月5日の攻撃に関係した、外国人を含むグループのメンバー100人を追加で逮捕したことを確認した。 [15]
- 11月24日、モザンビーク北部のカボ・デルガド州で、政府は、イスラム原理主義と関係があると考えられていた、ペンバ、カリアコ、アルト・ジゴーネ、チウバ付近にある3つのモスクの閉鎖を命じた。 [16]
- 11月29日、このグループはミタンバトとマクロの村を攻撃し、2人が負傷し、少なくとも2人が死亡した。 2件の死 は斬首と焼死 であった 。地元当局によると、テロリストは教会と27軒の家屋も破壊した。 [17]
- 12月4日、モザンビーク北部のモシンボア・ダ・プライア県政府は、10月5日の武装集団による攻撃の容疑者として、ヌロ・アドレマンとジャファル・アラウィの名前を挙げた。2人はモザンビーク国籍だった。地区政府は、2人がタンザニア、スーダン、サウジアラビアでイスラム教を学び、そこで軍事訓練も受けたと述べた。[18]
- 12月17日、警察迅速介入部隊の国家偵察部長に対する暗殺未遂事件が発生した。[19]
- 12月26日、警察の報道官イナシオ・ディオは、カボ・デルガド州のミタンバト付近の森林で反乱鎮圧作戦の開始を発表した。降伏に対する恩赦が失効したため、36人のタンザニア人が作戦の対象になると述べた。 [20]
- 12月29日、独立したモザンビークの新聞オ・パイスは、モザンビークの空挺部隊と海兵隊がミタンバトの村を武装勢力の拠点と見なして攻撃したと報じた。攻撃により、女性や子供を含む50人が死亡し、人数は不明だがそれ以上の人数が負傷した。 [21]

### 2018年
- 1月3日、モザンビーク警察は12月29日の攻撃をテロ行為と認定したと発表した。 [22]
- 1月13日、午後8時ごろ、テロリストのグループがパルマ地区のオルンビの町に入り、市場と政府の管理棟に向けて発砲し、5人が死亡した。 [23]
- 1月28日、6人のイスラム過激派が私服に身を包み、モザンビーク国民にイスラム教義の価値を求める闘いに参加し、シャリア法を確立するよう訴える動画がソーシャルメディアに掲載された。動画はポルトガル語とアラビア語が使用されていた。 [24]
- 3月12日、ラジオ ・モザンビークは、武装集団がチトロの村を攻撃し、50軒の家を焼き払い、その過程で住民を殺害したと報じた。 [25]
- 3月21日、マニラ村の住民は、キンヘボ川のほとりで武装した男たちが攻撃しているのを目撃した後、家を捨てた。 [26]
- 4月20日、21日、22日、このグループはナンガデ地区との境界に近いディアカ・ヴェーリャの村とパルマ地区のマングワザの村を攻撃した。家屋を略奪し、4 軒の家を焼き、1人を殺害し、3人を人質に取った。しかし、追跡作戦が4月22日にモザンビークの治安要員によって開始され、その過程で30人のジハード主義者が逮捕された。 [27]一方南アフリカの新聞は、無名の諜報筋を引用して、ISILに属する約90人の過激派がモザンビーク北部に侵入したと報じた。モザンビーク政府は、この報告を根拠のないものとして即座に否定したが、 [28]アフリカ連合は5月に、モザンビークにISIL軍が存在することを確認したと報告した。 [2]
- 5月27日、子供を含む10人が、カボ・デルガド州のパルマ地区にあるモンジャネ村で斬首された。地元の人々は、この殺害は、2015年に設立されたテロリストグループ、アル・シャバブによるものであると考える。 [29] 12日後、モザンビークの米国大使館は、別の差し迫った攻撃のリスクを理由に、アメリカ国民にパルマの地区本部を離れるよう警告した。[30]
- 6月3日、マコミア地区のルエイア村への攻撃で5人の民間人が斬首された。 [31]
- 6月5日、ナタと銃で武装した6人の男がマコミア地区のナンデ村で7人を殺害し、4人を負傷させ、数十の家屋に放火した。 [31] [32] [33]
- 6月6日、ナイフとマチェーテで武装したテロリストがクイサンガ地区のナマルコの村を攻撃し、少なくとも6人が死亡し、2人が重傷を負った。テロリストはまた、百軒の家を焼き払った。 [34]
- 6月11日、マチェーテと銃器で武装したテロリストが、モザンビーク北部のカボ・デルガド州のナンガデ地区にあるチャンガの村を攻撃し、4人を殺害した。テロリストはまた、いくつかの家を焼き払った。 [35]
- 6月12日、武装集団がモザンビークのカボ・デルガド州のマコミア地区にあるナチュコ村を攻撃した。テロリストは村人を斬首し、いくつかの家を焼き払い、すべての動物を殺した。 [36]
- 9月21日、カボ・デルガド州のパキューエ村で、ジハード主義者によって12人が殺害、15人が負傷し、55軒の家が焼かれた。犠牲者のうち10人は射殺され、2人は火刑に処され、少なくとも1人の犠牲者は死後に斬首された。 [37]
- 11月3日、マコミア地区の孤立した村で、アンサー・アル・スンナ過激派の武装勢力と疑われる者が家屋を略奪し、少なくとも45軒の家に火を放った。しかしこの事件での死傷者は報告されていない。 [38] [39]
- 12月7日、30歳のムスタファ・スアレ・マチンガが地元住民に捕らえられ、モザンビークのカボ・デルガド州ナンガデ地区のリティンギナ村で当局に照会された。モザンビーク軍の元軍人であるマチンガは、地域でのイスラム過激派による攻撃に責任のあるグループを率いていると住民から告発され、逮捕された。[40]

### 2019年

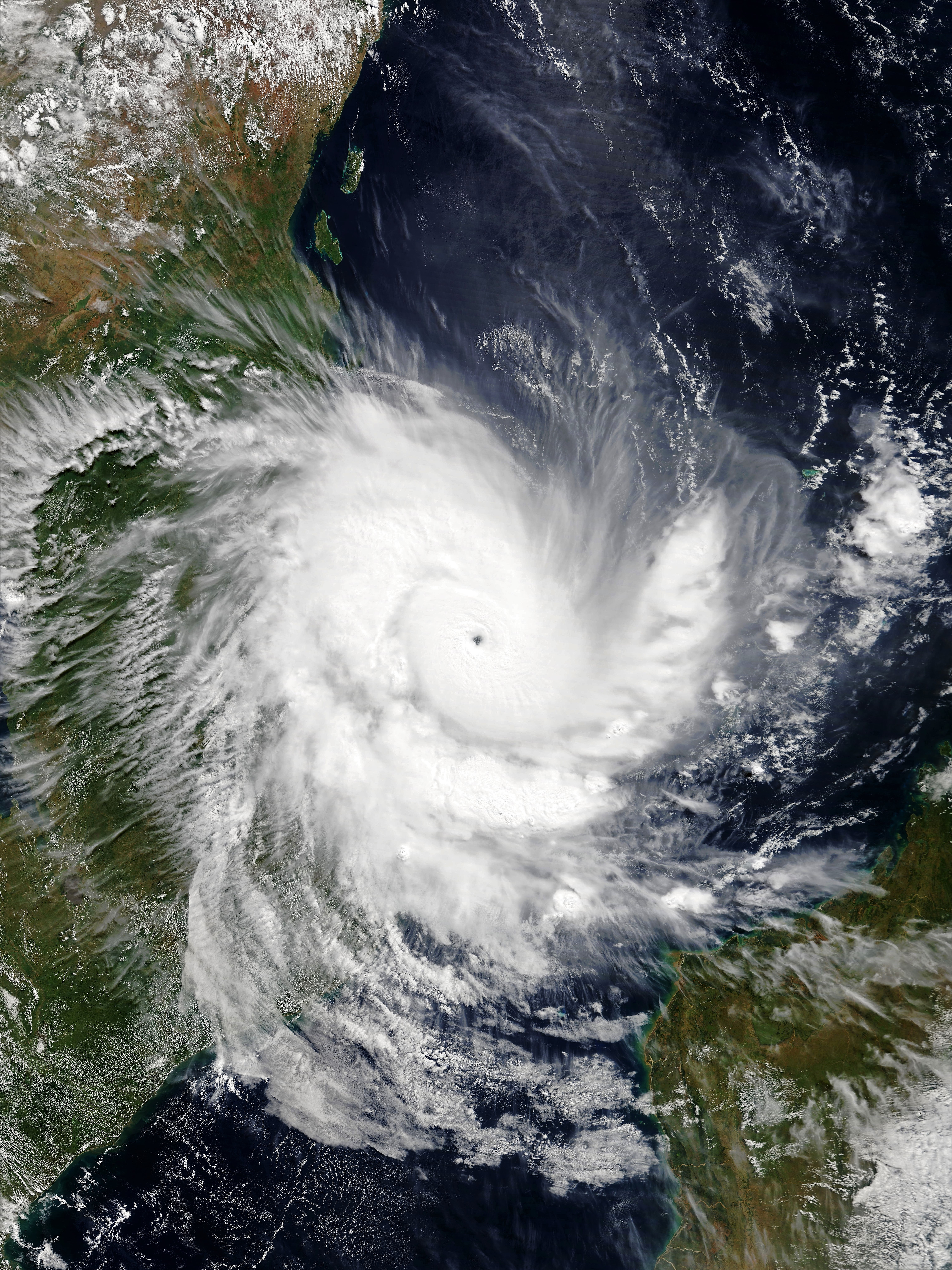
2019年4月25日にモザンビークに接近するサイクロン、ケネスの衛星画像。

- 1月または2月初旬のある時点で、治安部隊はウガンダ国籍の反政府勢力の指導者と疑われるアブドゥル・ラーミン・ファイザルを逮捕した。 [41]
- 2月8日、イスラム主義者の戦闘員がカボ・デルガド州のピキュー村を攻撃し、男性 7 人を殺害してバラバラにし、女性4人を誘拐した。 [42]
- サイクロンのケネスが4月25日にモザンビークを襲い、多くの被害がもたらされたため、反乱軍は当初、攻撃を停止した。
- 5月3日、反乱軍はマコミア地区のナカテの村を再び攻撃し、6人の民間人を殺害した。次の数週間で、イスラム主義者は攻撃を増やし、マコミア地区のンタプアラやバンガビエハ、メルコ地区のイダやイポなどのいくつかの村を襲撃して焼き払った。彼らは待ち伏せをして、地元の人々に家を捨てるように言った。アナダルコ石油の従業員を標的とした攻撃が少なくとも2件あった。 [43]
- 6月4日、ISILは中央アフリカ管区支部がモシンボア・ダ・プライア地区のミトピーでモザンビーク軍への攻撃が成功したと主張した。 [3]この攻撃で少なくとも16人が死亡し、約12人が負傷した。この時点で、ISILは アンサー・アル・スンナを加盟組織の1つと見なしていていたが、実際にISILに忠誠を誓っているモザンビークのイスラム教徒反乱軍の数は不明である。 [44]
- 7月3日、ナガデ地区でのイスラム主義者による攻撃により、民間人と警官を含む7人が死亡した。
- 7月6日、ISILは攻撃に対する犯行声明を出した。 [45]
- 9月25日、ナカラ空港に着陸したロシア空軍のAn-124 （登録番号:RA-82038）輸送機によって、2機のMi-17ヘリコプターが届けられた。 [46]ロシア政府とモザンビーク政府は、2017年1月下旬に軍事および技術協力に関する合意に署名していた。[47]
- 10月初旬、モザンビーク軍はロシアの傭兵とワグナー・グループの支援を受けて、いくつかの反乱鎮圧作戦を開始した。反乱軍はカボ・デルガド州の多くの地域で押し戻され、森への撤退を余儀なくされた。 [48]さらに、34人が、ISIL関連の反乱グループに参加するためにナンプラからカボ・デルガド州に出向いた際に拘留された。 [49]反乱軍は2回の待ち伏せで7人のロシア人傭兵と20人のモザンビーク兵を殺害して報復した。攻撃は、ISILの中央アフリカ管区支部によるものであった。 [50]
- 11月、多数の政府軍とワグナー・グループの戦闘員5人が待ち伏せで殺害され、ISIL が攻撃を主張した。 [51] [52]

### 2020年
- 3月23日、モシンボア・ダ・プライアは、陸と海からの攻撃でイスラム過激派[53]に捕らえられた。反乱軍は政府の建物を破壊し、ジハード主義者の旗を掲げたが、民間人を標的に攻撃することは控えた。代わりに武装勢力は地元住民に食料と略奪品を配り、その日のうちに市から撤退した。 [54]
- 3月25日、反乱軍がキッサンガ地区の首都を襲撃し[55] 、さらにいくつかの村が続いた。
- 4月7日、過激派はシタクシ村で52人の村人を殺害した。村人が過激派に加わることを拒否したためである。ISILの中央アフリカ管区支部が虐殺の責任を負っていると見なされた。 [56]同日、モザンビークの治安部隊はムイドゥンベ村への攻撃未遂中に39人の過激派を殺害したとされる。 [57]その間、いくつかの反乱軍は、モザンビーク北部にカリフ制を確立する意向を宣言した。 [56]
- 4月10日、治安部隊は、キリンバス諸島での衝突で59人の反乱軍を殺害したとされる。 [57]
- 4月11、12、13日、モザンビークの治安部隊が、イボ島での作戦中に武装勢力31人を殺害したとされる。 [57]
- 4月24日、モザンビーク政府は、ISILの支持者が国内で活動し、暴動に関与していたことを初めて認めた。 [56]
- 5月14日、モザンビークの内務大臣アメデ・ミキダードは、政府軍がカボ・デルガド州北部での別の事件で50人の武装勢力を殺害したと主張した。 [58]
- 5月28日、約90人のイスラム教徒の戦闘員がマコミアの町を攻撃し、ISIL旗を掲げた。 [59]
- 6月までに、南アフリカの南アフリカ国防軍特殊部隊がモザンビークで活動を開始し、反乱軍に対抗する治安部隊を支援した。 [60]
- 6月1[未確認]日、政府軍がマコミアを奪還し、ジハード主義者の指導者2人を殺害した。 [61]
- 6月27日、モシンボア・ダ・プライアは再びイスラム過激派に捕らえられ[62] 、ISILは攻撃を主張した。その結果、多くの地元の民間人が町から避難した。同じ日に、他の反政府勢力が、石油・ガス会社トータル・エナジーズの下請け業者である民間建設会社フェニックス建設サービス有限会社に所属する労働者を待ち伏せし、少なくとも8人の従業員を殺害した。 [63]
- 6月30日、政府軍がモシンボア・ダ・プライアを奪還。 [64]
- 7月25日、マコミア付近のチャイ村で、ISILに所属する過激派が2人の民間人を殺害した。
- 7月26日、政府軍がチャイを奪還。 [65]
- 8月9日、武装勢力がアワスを占領。 [66]
- 8月11日、ISILの反乱軍は、100人以上のモザンビーク軍が死亡した数日間にわたる攻撃の後、再びモシンボア・ダ・プライアを支配した。 [67] [68] [69]
- 8月13日、ンコマンガナから来た難民船が政府軍に撃たれて沈没し、40人の市民が死亡した。 [70]
- 9月8日、武装勢力がメクンゴ島とバミジ島の2つの島を占領し、1人が死亡した。 [71]反乱軍は島から住民を追い出し、自分たちの領土の一部と宣言した。さらにISIL軍はモシンボア・ダ・プライアを州都と宣言した。 [72]
- 9月24日、モザンビークの兵士がビリビザの村に対する暴動の攻撃を撃退した。 [73]
- 9月26日、モザンビークは反政府勢力との戦闘において欧州連合に支援を要請した。 [74]同日モザンビークは、モシンボア・ダ・プライアを支配していると主張したが、実際には支配されていなかった。 [75]さらに、バミジ島はモザンビーク軍によって奪還されたと報告されており、50人の兵士がそこに駐留しているとされている。 [75]
- 9月29日、モザンビーク当局は、チャイ、ムコホ、ビリビサ、およびカゲンベの村に対して4回の暴動攻撃が開始され、12人以上が死亡したと報告している。過激派はナリエンデーレの治安施設も攻撃し、数人の民間人と2人のモザンビーク兵を殺害した。 [76]
- 9月30日、米国はジンバブエに対し、モザンビークがカボ・デルガドでの暴動と戦うのを支援するよう要請したとされているが、以前は制裁を課していた。 [77]
- 9月30日から10月6日、武装勢力がムコジョの行政ポストといくつかの村を支配した。地元住民は避難した。 [78]

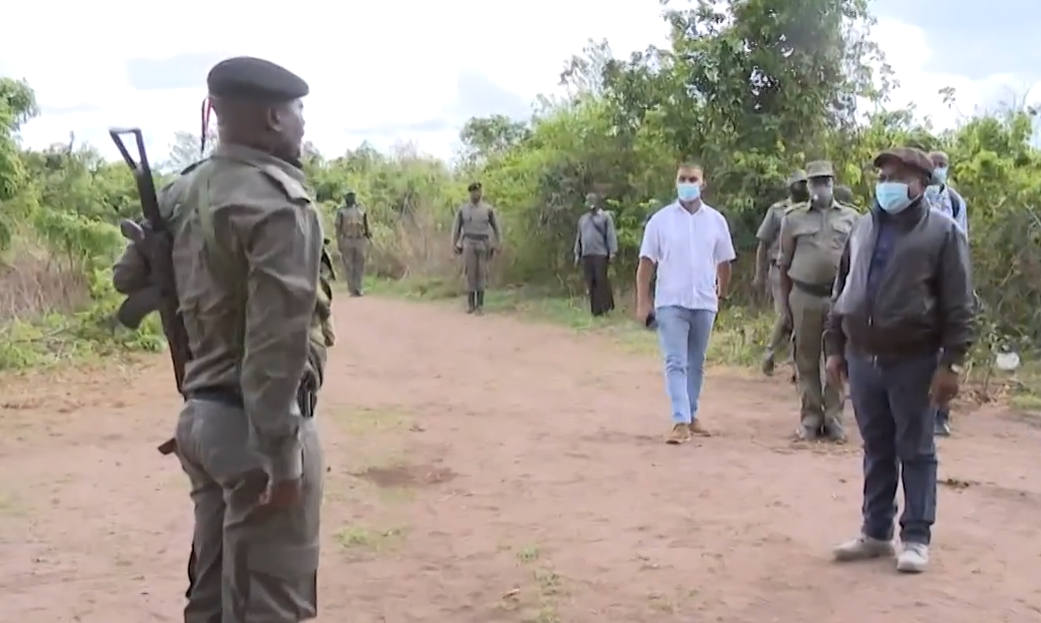
フィリペ・ニュシ大統領は、2020年10月にカボ・デルガド州でモザンビーク軍を訪問した

- 10月14日、地元のテロリストによるモザンビーク国外での最初の激しい攻撃で、何百人ものISILとアンサー・アル・スンナのメンバーがタンザニアのムトワラの村を攻撃し、20人の民間人が死亡し、財産に損害を与えた。 [79]
- 10月15日、16日、17日、モザンビークの治安部隊は、アワス地域を奪還し、270人以上のISIL武装勢力を殺害したと主張したが、治安部隊の死傷者は1人も出なかったとも主張した。武器を積んだトラック7台と武装勢力数名が捕獲されたと報告された。 [80]ただし証拠は提供されておらず、この主張には異議が唱えられている。[81]
- 10月22日、欧州連合は、モザンビークがカボ・デルガド州での暴動に対する戦闘を支援することに同意した。 [82]
- 10月28日、モザンビーク政府は、軍が森の中にあるいくつかの反乱軍の隠れ家を占領し、カボ・デルガド州にある「シリア」と呼ばれる反乱軍基地に向かって前進していると報告した。 [83]
- 10月30日、74人の難民を乗せた難民船が イルハ・マカロウェ付近で転覆し、54人が死亡した。 [70]
- 11月1日、イスラム主義者が ムイドゥムベを占領。 [84]
- 11月6日、ムアティデ村への攻撃で過激派が 50 人以上を斬首したと報告された。 [85]
- 11月11日、モザンビークの地元メディアは、イスラム主義反乱軍が過去2週間で9つの町を占領したと報じた。 [86]また反乱軍、戦略的に重要なムエダの町にも進出した。
- 11月12日、モザンビーク当局は、多数の武器やその他の装備を所持していることを発見した後、イスラム武装勢力とのつながりがあるとされるイラク国民12人を拘留した。 [87]
- 11月14日:国連人権委員会のミシェル・バチェレは、カボ・デルガド州の暴動に対する国際的な対応を呼びかけた。 [88]
- 11月17日、ISILの武装勢力がムエダの町を攻撃すると脅迫し、11月20日までにすべての住民にこの地域から避難するよう警告したとされている。 [89]さらに国連の移住機関は、暴動によってわずか1週間で33000人が避難したと報告しています。 [90]
- 11月19日、1000人を超えるモザンビーク軍がムイダンベ地区を奪還し、16人の過激派を殺害した。 [91] [92]
- 11月22日、モザンビークとタンザニアは、カボ・デルガド州でのイスラム武装勢力に対する共同軍事作戦の開始を発表した。 [93]
- 11月26日、武装勢力は再びナマカンデ、ムイダンベ県の州都のムアティデを占領した。 [94]
- 12月2日、ニュシ大統領は、カボ・デルガド州での暴動との闘いについて話し合うため、数人の米国の対テロ当局者と会談した。[95]
- 12月3日、マラウイの大統領は、対反乱作戦を支援するためにマラウイ国防軍の軍隊がモザンビークに派遣されると発表した。
- 12月4日、ムイドゥンベの村で過激派がモザンビーク軍の車列を待ち伏せし、激しい銃撃戦で25人の兵士を殺害した後、森に退却した。 [96]
- 12月8日、政府軍はキッサンガ村を奪還したと主張した。 [97]
- 12月12日、武装勢力はナンガデ地区で銃乱射事件を起こした。攻撃者はオートバイで移動し、ナミウネ、25 de Setembro（英語版原文ママ）、ナレケ、チクアイ・ノヴァ、リティンジーナ、ルクアンバの村で14人の民間人を殺害し、4台の車両を破壊した。 [98]
- 12月15日、政府軍がアワッセを攻撃したが、武装勢力によって撤退を余儀なくされた。 [99]
- 12月29日、ISILがモンジャネの村を攻撃し、地元住民はその地域から避難することを余儀なくされた。 [100]

### 2021年

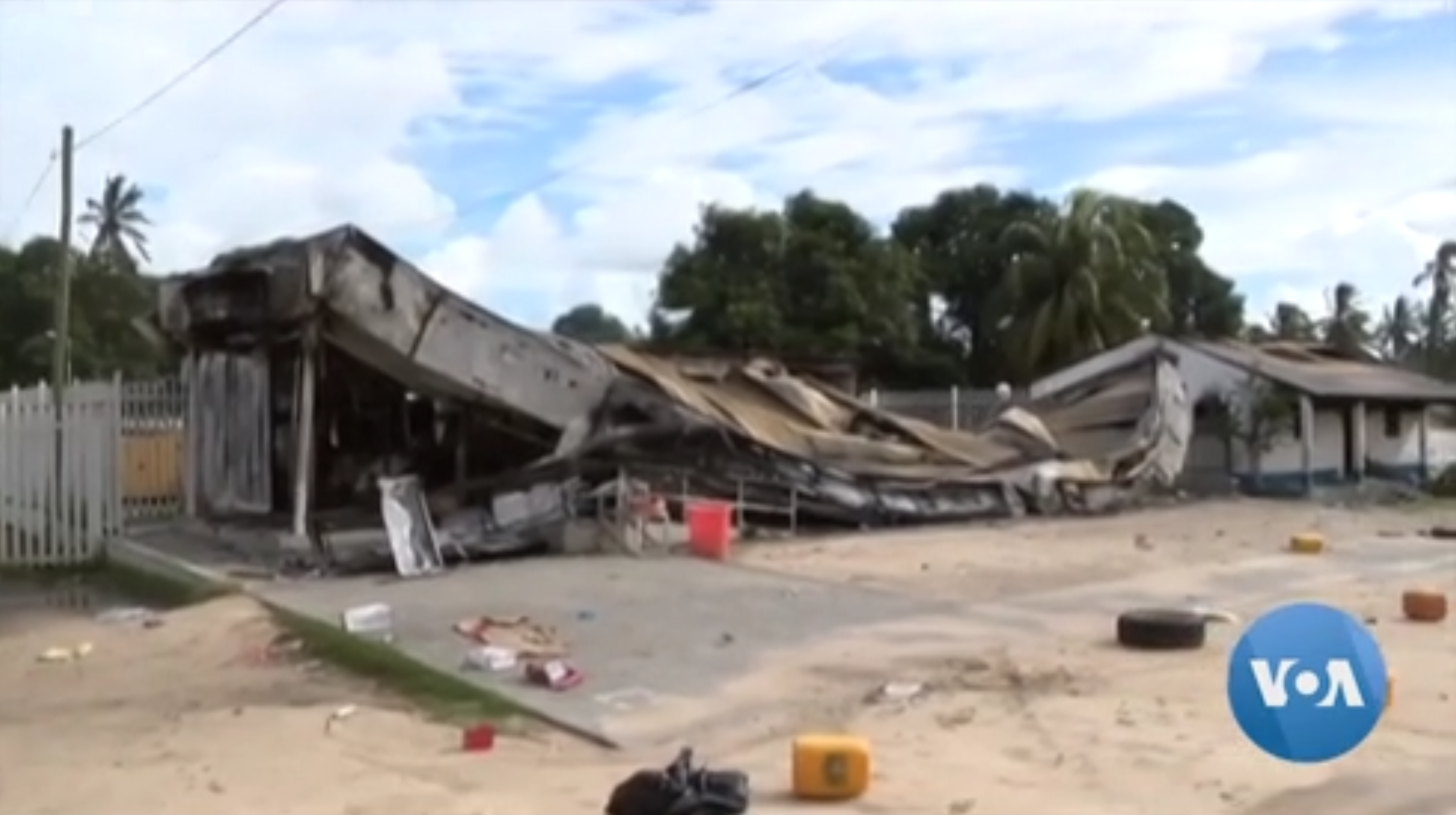
パルマの戦闘で破壊された建物の1つ

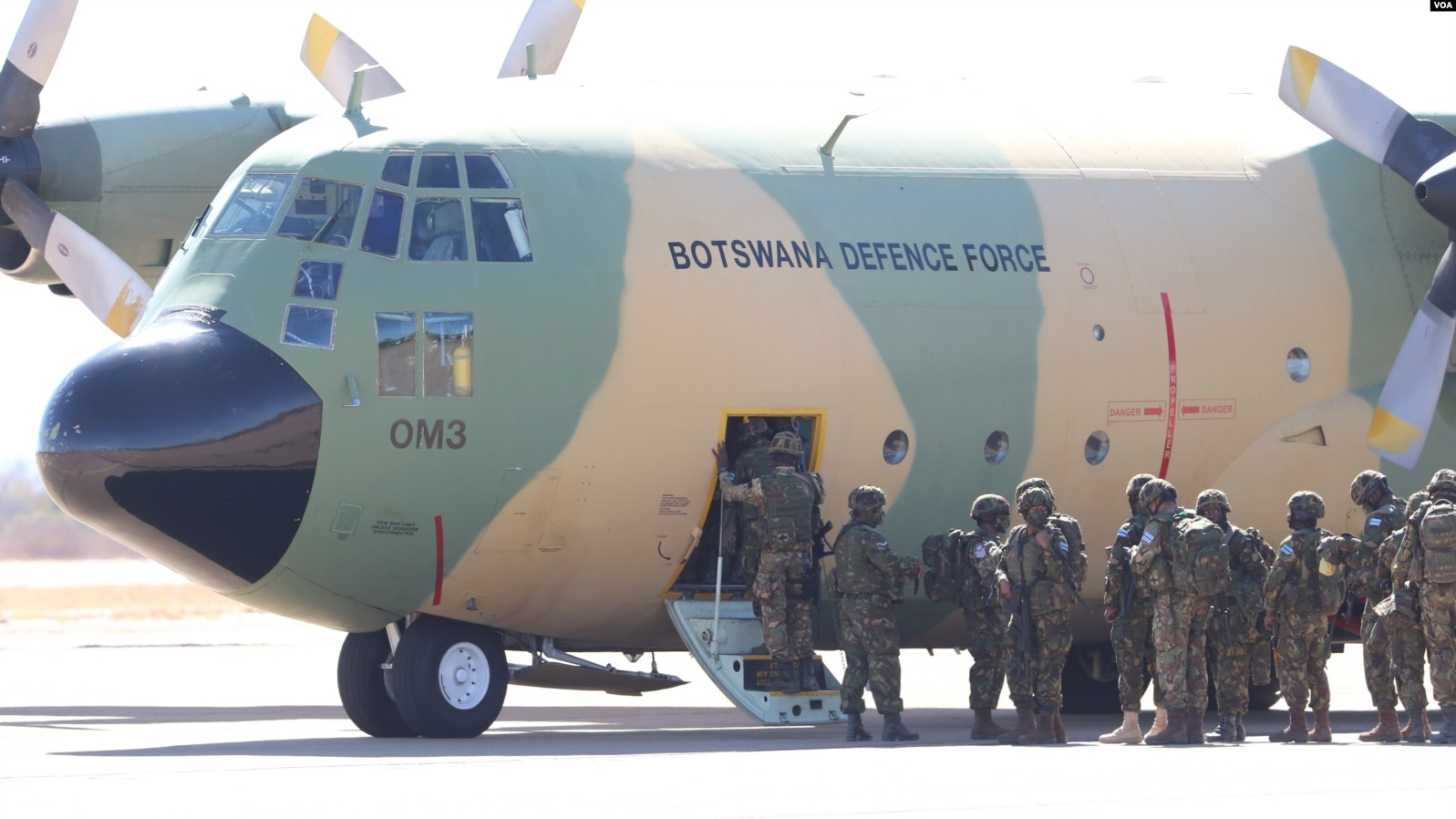
2021年7月、モザンビークに向かうボツワナ国防軍の飛行機に搭乗するボツワナの兵士

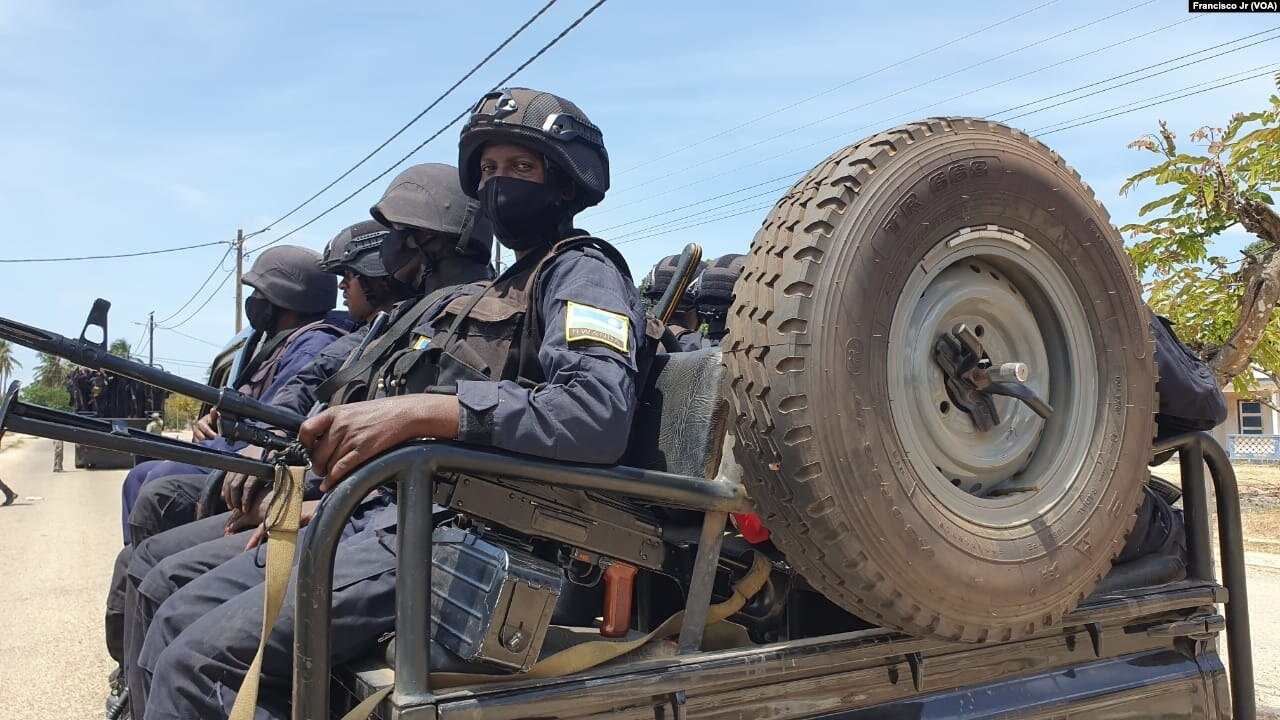
2021年10月、モシンボア・ダ・プライアのルワンダ軍

### 2022年
- 1月2日、ISILがマコミア地区のノファ・ザンビツィアのキリスト教徒の村を攻撃した後、3人の民間人が死亡した。 [101]
- 1月7日、ナシ・バンディの村がISIL工作員に攻撃され、キリスト教徒のモザンビーク民兵 2人が死亡し、少なくとも30戸の家屋が破壊された。同日、ISILはムエダ地域のイコミラ村を攻撃し、モザンビークの民兵1人を殺害し、複数の建物に放火したことについても犯行声明を出した。 [102]
- 1月8日、ISILはムエダ地区のアルベルト・チパンデ村への攻撃に対する犯行声明を出し、民間人1人と非番のモザンビーク民兵1人を殺害した。 [103]
- 1月11日、武装勢力がイボ地区沖のイラキラウル（キルハレ）島を攻撃した後、漁師を殺害した。 [103]
- 1月12日、武装勢力がナンガネ地区のルネケを攻撃し、3人の民間人を殺害した後、オートバイで逃走した。 [103]
- 1月13日、南部アフリカ開発共同体は、カボ・デルガド州の反乱軍基地を標的とした軍事攻撃を3か月延長し、これまでに31人の反乱軍を殺害し、いくつかの武器を没収したと発表した。 [103]
- 1月15日、ISIL工作員はノバ・ザンベジアから3人のモザンビーク民兵を誘拐し、斬首して処刑した。 [104]
- 1月23日、武装勢力がリムアラモアラの村を攻撃し、3人の民間人を斬首し、いくつかの建物を焼き払った。 [105]
- 1月26日、武装勢力がマコミア地区のノバ・ザンベジアの村を攻撃し、民間人1人を斬首した。 [106]
- 1月27日、メルコ地区東部のミタンボ村が武装勢力のグループに攻撃された。1人の民間人が攻撃中に武装勢力によって斬首された。 [106]
- 1月28日、メルコ地区のイバ村が武装勢力に攻撃され、少なくとも6人の民間人が死亡した。武装勢力は後に村を去り、ムアガイドの村への攻撃を開始し、さらに8人の民間人を殺害した。 ISILは後に攻撃を主張した。 [106]
- 1月29日、ルワンダとモザンビークの兵士が  モシンボア・ダ・プライア南部のナキーテンゲ付近で武装勢力のグループを待ち伏せし、ツワヒリ・ムウィディーニと特定された武装勢力の指導者を含む2人を殺害した。 [106]
- 1月31日、武装勢力がマコミア地区の海岸にあるオルンボア村を攻撃し、民間人1人を殺害した。 ISILは後に犯行声明を出した。 [107]
- 2月1日、武装勢力がマテモ島とその沿岸の村々に攻撃を仕掛けた。武装勢力はボートで到着し、攻撃の過程で3人の民間人を殺害した。 ISILは後に攻撃を主張した。 [107]
- 2月5日、武装勢力がマコミアの町とペンバの間のいくつかの地域を襲撃した。襲撃では、武装勢力は民間のハンターグループを待ち伏せし、4人を殺害し、食料を盗んだ。ラフィークの村も攻撃され、民間人1人が斬首された。同日、武装勢力がマコミア地区のノバ ザンベジア近くでモザンビーク軍のパトロール隊を待ち伏せし、5人の武装勢力と1人のモザンビーク兵が死亡した。 [107]
- 2月7日、武装勢力がナンガデの南にあるナムエンベの村を攻撃し、民間人1人を殺害した。モザンビーク民兵のグループは、攻撃が発生していたときに武装勢力を待ち伏せした。その後の銃撃戦により、武装勢力7人とモザンビーク民兵4人が死亡した。 [108]
- 2月6日、7日、8日、軍は、ジハード主義者がキャンプを設置したニフカ・デ・ロヴマ村とプンダンハル村を奪還した。 [109]
- 2月10日、武装勢力がナムエンベ近くでモザンビーク民兵に捕らえられ、ナンガデ近くの反乱軍キャンプの場所と、そのキャンプが主にタンザニア人によって率いられていたことが明らかになった。モザンビークの民兵は後にナンガデ近くで武装勢力のグループを待ち伏せし、6 人の武装勢力を殺害した。 [108]

## 海上での暴動と国際的な海軍への支援
2011年、最大4250億立方メートルの大規模な沖合ガス田が発見されたとき、モザンビーク北部は国際的な注目を集めた。 モザンビーク政府は、エネルギー産出国としての国際的地位を高めるために、そして投資の安全性を確保するために軍を派遣した。  一部の企業はモザンビーク北部の治安状況を再評価するために投資を一時停止すると述べているが、EUがロシアからのガス輸入を削減する計画を立てているため、ガス田開発プロジェクトが開始される可能性が高まっている。 
テロリスト活動は、外国人労働者の誘拐の懸念とともに、国際的なLNGへの投資に対するリスクと見なされている。 しかし、先住民族が住む沿岸地域や海軍施設も暴力行為の標的になっている。2021年にはパルマが攻撃され、数十人の民間人が死亡した。 モシンボア・ダ・プライアの重要な港が押収されるなど、海上インフラも標的にされている。 
海洋インフラへの攻撃は、社会的不平等の拡大に起因している。 沖合ガス田がある地域では、先住民族を危険にさらしている。高レベルの汚染により強制退去となり、また地域への利益還元はほとんどないためだ。不安定な経済状況と政治的に阻害された先住民が起こす地域紛争は、これまでも若い男性を過激化させるために利用されてきた。  
極端な暴力活動が増加し、同時に軍人が増加していることを考えると、この地域の経済的搾取が続くにつれて、緊張が高まる可能性がある。これはこの地域の海洋環境を危険にさらしている。陸上の紛争が海上に波及し、海外からの投資にとって危険な環境を作り出している。 モザンビーク北部は国境を越えた麻薬密売の中心地であるため、陸と海で争われている統治が海上でのヘロインの密輸を助長している。 
悪化する治安情勢に対し、モザンビークの海上能力を支援し、沿岸部の安全を確保するために、さまざまな国際的な取り組みにつながっている。ロシア政府は、政府と密接に関係している民間軍事会社であるワグナー・グループをモザンビーク北部に展開していたが、反乱鎮圧活動を支援する任務に失敗し、2020 年に撤退した。ワーグナーグループはロシア艦隊の支援を受けていたと言われているものの、これは公式には証明されていない。 モザンビークは海軍を訓練するためにイタリアと協定を結んでおり 、かつてモザンビークを支配していたポルトガルは同国にスピードボートを寄贈した。 さらに、モザンビークとインドは海洋安全保障問題で協力しており、インドは同国の海軍の訓練を支援している。 また、南アフリカは海軍哨戒艦を派遣しており、ルワンダは沿岸での存在感を強めている。 現在、国連薬物犯罪事務所は、モザンビークの海軍、海事局、および海上法執行官を訓練することにより、モザンビークの海軍を支援しており、それによって組織の意識と港湾のセキュリティを向上させている。 しかし、モザンビークの国家当局では汚職、権力の乱用、不法な経済への介入があるため、法執行当局のための単なる能力訓練は議論の余地がある。 

## 報道の自由の制限
ジャーナリストが政府や軍関係者に脅迫されているため、この地域では信頼できる情報へのアクセスが不足している。2019年1月5日、モザンビーク当局は暴動について報道したジャーナリストのアマデ・アブバカルを不法に拘留した。その後、彼は拷問を受け、107日間の拘留の後に保釈された。 

## 戦争犯罪について
反政府勢力は、暴動の際に多くの民間人を殺害し、大規模な戦争犯罪を犯した。 
さらに、モザンビークの治安部隊が捕らえた反政府勢力の戦闘員を拷問し、殺害する様子が撮影されたと伝えられている。アムネスティ・インターナショナルはこのビデオが本物であると述べたが、モザンビーク国防省の報道官であるオマール・サランガは、これらのビデオはおそらく反乱軍自身によって制作されたものであり、政府に対するプロパガンダであると主張した。